# O'Reilly Media
O'Reilly Media (inizialmente O'Reilly & Associates) è una casa editrice statunitense fondata da Tim O'Reilly che pubblica libri e siti riguardanti l'informatica. Caratteristica delle sue pubblicazioni è la presenza della figura di un animale sulla copertina di ogni libro.

## L'azienda
Fondata nel 1978 come azienda di consulenza a Cambridge, dal 1984 iniziò ad acquisire diritti di pubblicazione sui manuali scritti per gli sviluppatori Unix. I primi libri furono i piccoli Nutshell Handbooks, che riscossero discreto successo per la loro praticità, ma l'azienda continuò a lavorare nel mondo della consulenza fino al 1988, quando la O'Reilly presentò i primi manuali per Xlib.
L'azienda, almeno così dicono loro, è ritenuta da molti la migliore casa editrice di Informatica al mondo, e tanti sono i programmatori che considerano un libro O'Reilly il libro definitivo su un certo argomento.
Nel 1992, quando esistevano soltanto 200 siti web, O'Reilly Media ha pubblicato il primo libro sul web, dedicandogli l'intero capitolo, nell'innovativo Guida e catalogo per tutti utenti internet (1992) di Ed Krol. O'Reilly Media ha inoltre creato il primo portale web (e il primo sito internet pubblicitario), il Global Network Navigator (Navigatore Globale di Rete), detto GNN, nel 1993. GNN fu venduto alla AOL nel 1995 in una delle prime grandi transazioni del boom delle dot com.
Nel 1997, Programming Perl era tra i primi 100 libri in ogni categoria della Borders Group durante tutto il 1996, malgrado la mancanza di riconoscimenti dalla parte della corrente principale dell'industria informatica. O'Reilly ha lanciato una Perl Conference (Conferenza Perl) per incrementare il profilo di Perl. Molti degli altri software-bestseller dell'azienda erano incentrati sui temi all'infuori dell'interesse commerciale dell'industria software. Così nel 1998, O'Reilly ha invitato molti dei leader di questi progetti software ad una conferenza. Chiamato inizialmente freeware summit, l'incontro diventò noto come Open Source Summit poiché fu durante esso che i gruppi coniarono un termine comune per descrivere la loro storia. O'Reilly Open Source Convention (che includeva la Perl Conference) è ora una delle bandiere degli eventi di O'Reilly. Altri eventi chiave includono Emerging Technology Conference e FOO Camp.
Oltre alla pubblicazione, la O'Reilly Media ospita conferenze annuali e fornisce servizi on-line per la community Open Source. Tra queste ricordiamo la O'Reilly Emerging Technology Conference in California e la O'Reilly Open Source Convention a Portland.
O'Reilly Media ha inoltre adottato la licenza Creative Commons Founders Copyright, che limita la protezione del diritto d'autore a soli 28 anni.

## Collane
Qui di seguito le principali collane di libri pubblicate dalla O'Reilly Media.

### Animal Books
Per tanti anni considerati i tipici libri O'Reilly, rappresentano una basilare ma valida guida per lavorare con una certa tecnologia:
- Programming Perl (camel book)
- Learning Perl (llama book)
- Running Linux

### Head First
La collana Head First pone l'accento sulla combinazione di puzzle, barzellette e un aspetto attraente che coinvolge il lettore in maniera da farlo immergere nell'argomento:
- Head First Java
- Head First Design Patterns

### Hacks
Questa collana riprende il termine hacking per i bravi ragazzi—innovatori che esplorano e sperimentano nuove scorciatoie, creano utili strumenti e fanno uscire cose simpatiche su cui provare da soli:
- Google Hacks

### In a Nutshell
Offre una copertura di trattamento compatta per una tecnologia. Spesso, un libro Nutshell contiene tutti i comandi disponibili per una data tecnologia o una lista completa di API di qualche linguaggio o framework, portandosi ad una visione di alto livello.
- Unix in a Nutshell
- PC Hardware in a Nutshell

### Developer's Notebook
Questa collana mira a imitare i block notes tipici delle scuole superiori, con tanto di note a margine di importanti pensieri, punti e affermazioni. Un manuale di pura pratica senza teoria. I libri di questa collana solitamente mostrano nel dettaglio specifici compiti focalizzandone il funzionamento senza scendere troppo nei dettagli di progettazione e teorici.
- JBoss: A Developer's Notebook
- Maven: A Developer's Notebook

### Missing Manual
La serie "Missing Manual", prodotta assieme alla Pogue Press di David Pogue, si presenta come "il libro che avrebbe dovuto essere nella scatola", e fornisce un'ampia panoramica delle funzionalità della tecnologia di consumo.
- Mac Os X: The Missing Manual, su oreilly.com.

### Cookbook
La serie "Cookbook" mira a produrre libri che contengano un insieme generale di ricette per una particolare tecnologia. Ogni ricetta contiene un problema specifico, una specifica soluzione, e una discussione su come applicare la soluzione in senso generale.
- PHP Cookbook, su oreilly.com.
- Java Cookbook, su oreilly.com.
- Jakarta Commons Cookbook, su oreilly.com.

## Siti di interesse
- LinuxDevCenter.com.
- MacDevCenter.com.
- WindowsDevCenter.com.
- MozillaDevCenter.com, su oreillynet.com.
- ONDotNet.com.
- ONJava.com.
- ONLamp.com. URL consultato il 20 aprile 2006 (archiviato dall'url originale il 3 gennaio 2008).
- OpenP2P.com.
- Perl.com.
- Policy DevCenter, su oreillynet.com.
- Wireless DevCenter, su oreilly.wirelessdevnet.com. URL consultato il 20 aprile 2006 (archiviato dall'url originale il 19 agosto 2008).
- XML.com.
- Database DevCenter, su oreillynet.com.
- Sysadmin DevCenter, su oreillynet.com.
- CodeZoo, su codezoo.com. URL consultato il 20 aprile 2006 (archiviato dall'url originale il 21 aprile 2006).
- O'Reilly Radar, su radar.oreilly.com.

## Libri gratuiti
- Open Books Project. Libri accessibili pubblicamente grazie alle loro licenze